# Abdallah ben Rachid de Haïl
Abdallah ben Ali ar-Rachid (arabe :عبد الله بن علي الرشيد) est le premier émir de la dynastie Al Rachid qui a régné sur l'émirat du Djebel Chammar à Haïl, en Arabie.
Il prend le pouvoir en 1836 en renversant Mohammed ben Ali, un descendant de Jaafar. 